# Mała wielka miłość
Mała wielka miłość (ang. Expecting Love) – polski film fabularny (komedia romantyczna) z 2008 roku w reżyserii Łukasza Karwowskiego. Film został nakręcony w Warszawie i w Los Angeles (Kalifornia, USA). Powstał także 4-odcinkowy serial o tym samym tytule, emitowany od 6 do 27 września 2009 na antenie TVP1.

## Fabuła
Fabuła filmu przedstawia historię młodego i przystojnego Iana (Joshua Leonard), który jest prawnikiem w prestiżowej kancelarii w Los Angeles i ma wielkie powodzenie u kobiet. Wkrótce zostaje pracownikiem w pewnej firmie. Wtedy okazuje się, że Joanna, dziewczyna z Polski, z którą wdał się jakiś czas temu w krótki romans, spodziewa się dziecka i zamierza znów zjawić się w Mieście Aniołów. Przyjaciel Iana – Steve (Michael Dunn), namawia go na podróż do Europy, która ma zapobiec niepotrzebnym kłopotom.

## Obsada
- Joshua Leonard – Ian Everson
- Agnieszka Grochowska – Joanna Malczyk
- Michael Dunn – Steve
- Mikołaj Grabowski – Bogdan Malczyk
- Agnieszka Pilaszewska – Aldona Malczyk
- Marcin Bosak – Marcel
- Anna Guzik – Marianna
- Liz Torres – Juanita
- Cathy Doe – Chloe
- Robert Forster – George Patten
- Łukasz Simlat – taksówkarz Zbyszek
- Maciej Kowalewski – pierwszy policjant
- Maciej Wierzbicki – drugi policjant
- Agnieszka Wielgosz – prostytutka
- Marcin Perchuć – lekarz
- Redbad Klijnstra – szef pierogarni
- Michał Żurawski – ochroniarz hotelowy
- Katarzyna Gniewkowska – położna ze szkoły rodzenia
- Dominika Figurska – żona ze szkoły rodzenia
- Sean Smith – agent SEC #1
- Will Bowers – agent SEC #2
- Piotr Machalica – ginekolog
- Andrzej Blumenfeld – klient antykwariatu
- Elżbieta Jarosik – recepcjonistka ze szpitala
- Agata Kulesza – lekarka
- Rafał Rutkowski – urzędnik PKO
- Tomasz Karolak – oficer Straży Granicznej
- Krzysztof Stelmaszyk – dyrektor Szkoły Językowej
- Magdalena Kacprzak – pośredniczka nieruchomości
- Piotr Nowak – pracownik noclegowni
- Mariusz Zaniewski – kolejkowicz w pierogarni
- Natalia Rybicka – dziewczyna z kwiatami
- Mateusz Grydlik – chłopak w parku
- Anna Borowiec – starsza pani
- Sławomir Holland – policjant
- Artur Janusiak – taksówkarz